# Robin de Kruijf
Robin de Kruijf (Nieuwegein, 5 maggio 1991) è un'ex pallavolista olandese, di ruolo centrale.

## Carriera
La carriera di Robin de Kruijf inizia nel 2006, tra le file del Taurus, con il quale resta per una sola stagione, per poi passare al Pollux; nel 2008 ottiene le prime convocazioni in nazionale. Nella stagione 2008-09 milita tra le file del Martinus con cui conquista un campionato ed una Coppa dei Paesi Bassi. Nel 2009, con la squadra nazionale, vince la medaglia d'argento, al campionato europeo.
Nella stagione 2009-10 viene ingaggiata dal TVC Amstelveen, dove resta per due stagioni, vincendo uno scudetto ed una coppa nazionale. Nella stagione 2011-12 si trasferisce in Germania, nel Dresdner Sportclub 1898, mentre in quella successiva viene ingaggiata dal club italiano del River Volley di Piacenza, con cui vince la Supercoppa italiana, la Coppa Italia e lo scudetto.
Nella stagione 2014-15 passa al VakıfBank Spor Kulübü, militante nel massimo campionato turco, dove resta per due annate, vincendo la Supercoppa turca 2014 e lo scudetto 2015-16; con la nazionale si aggiudica la medaglia d'argento al campionato europeo 2015 e quella di bronzo al World Grand Prix 2016.
Per il campionato 2016-17 ritorna in Italia per giocare con l'Imoco Volley di Conegliano, nella massima divisione nazionale, vincendo sette Supercoppe italiane, sei Coppe Italia, sette scudetti, due campionati mondiali per club e due Champions League; con la nazionale conquista la medaglia d'argento al campionato europeo 2017. Ottiene le ultime convocazioni in nazionale nel 2021 mentre il ritiro a livello di club arriva al termine della stagione 2023-24.

## Palmarès

### Club
- Campionato olandese: 2

2008-09, 2009-10
- Campionato italiano: 7

2013-14, 2017-18, 2018-19, 2020-21, 2021-22, 2022-23, 2023-24
- Campionato turco: 1

2015-16
- Coppa dei Paesi Bassi: 2

2008-09, 2009-10
- Coppa Italia: 7

2013-14, 2016-17, 2019-20, 2020-21, 2021-22, 2022-23, 2023-24
- Supercoppa olandese: 1

2009
- Supercoppa italiana: 8

2013, 2016, 2018, 2019, 2020, 2021, 2022, 2023
- Supercoppa turca: 1

2014
- Campionato mondiale per club: 2

2019, 2022
- Champions League: 2

2020-21, 2023-24

### Nazionale (competizioni minori)
- Piemonte Woman Cup 2010
- Montreux Volley Masters 2015

### Premi individuali
- 2019 - Campionato mondiale per club: Miglior centrale
- 2020 - Qualificazioni europee ai Giochi della XXXII Olimpiade: Miglior centrale
- 2021 - Campionato mondiale per club: Miglior centrale